# Manatunga

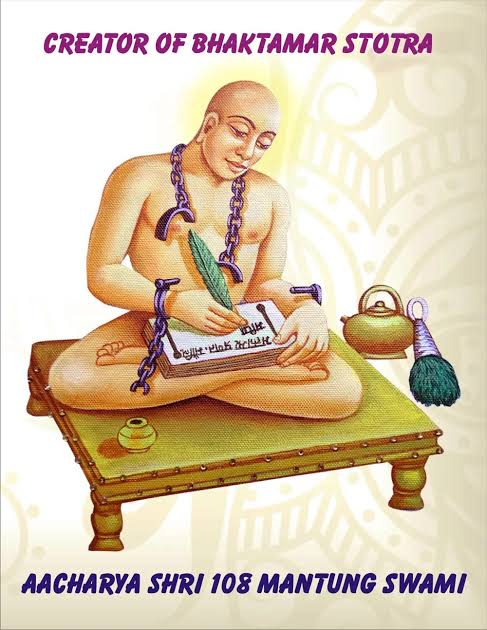
Acharya Manatunga compuso Bhaktamara Stotra mientras estaba atado con cadenas y candados.

Acharya Manatunga (c. siglo VII d. C) fue el compositor de la famosa oración jainista, Bhaktamara Stotra. Se dice que Acharya Manatunga compuso el Bhaktamara Stotra cuando se le ordenó permanecer en prisión por no obedecer las órdenes del rey Bhoja de presentarse en su corte real. Lo mantuvieron en la prisión atado bajo cadenas y 48 candados, y al cantar el Bhaktamara Stotra todos los 48 candados se rompieron y Acharya Manatunga salió milagrosamente de la prisión.